# 터닝메카드의 에피소드 목록
다음은 대한민국의 애니메이션 《터닝메카드》의 에피소드 밎 방영 목록이다.

## 시리즈 개요
| 시즌 | 시즌 | 회수 | 방송 날짜       | 방송 날짜        |
| 시즌 | 시즌 | 회수 | 시즌 시작       | 시즌 종료        |
| ---- | ---- | ---- | --------------- | ---------------- |
|      | 1    | 52   | 2015년 2월 3일  | 2016년 2월 5일   |
|      | 2    | 58   | 2016년 5월 19일 | 2017년 11월 19일 |

## 방영 목록 및 시청률 및 첫 등장한 캐릭터
리마스터의 30분판의 에피소드 제목은 굵은 글씨 표시.
- AGB 닐슨 미디어리서치

| 회차     | 회차                                  | 방송 일자                                              | 제목                          | 전국 시청률(증감치) | 첫 등장한 메카니멀            |
| 오리지널 | 리마스터                              | 방송 일자                                              | 제목                          | 전국 시청률(증감치) | 첫 등장한 메카니멀            |
| -------- | ------------------------------------- | ------------------------------------------------------ | ----------------------------- | ------------------- | ----------------------------- |
| 1회      | 1회 (15분판) 1-A회 (30분판)           | 2015년 2월 3일 (오리지널) 2024년 2월 6일 (리마스터)    | 수수께끼의 전학생             | 0.3%                | 에반 테로 무간                |
| 2회      | 2회 (15분판) 1-B회 (30분판)           | 2015년 2월 10일 (오리지널) 2024년 2월 6일 (리마스터)   | 다른 세계에서 온 손님         | 0.5%                | 알타                          |
| 3회      | 3회 (15분판) 2-A회 (30분판)           | 2015년 2월 17일 (오리지널) 2024년 2월 13일 (리마스터)  | 블루랜드 vs 레드홀            | 0.7%                | 슈마 피닉스                   |
| 4회      | 4회 (15분판) 2-B회 (30분판)           | 2015년 2월 24일 (오리지널) 2024년 2월 13일 (리마스터)  | 파트너를 되찾기 위하여        | 0.5%                |                               |
| 5회      | 5회 (15분판) 3-A회 (30분판)           | 2015년 3월 10일 (오리지널) 2024년 2월 20일 (리마스터)  | 동굴 속의 결투                | 0.4%                | 캉시 윙톡                     |
| 6회      | 6회 (15분판) 3-B회 (30분판)           | 2015년 3월 17일 (오리지널) 2024년 2월 20일 (리마스터)  | 이소벨의 진실                 | 0.5%                | 미리내                        |
| 7회      | 7회 (15분판) 4-A회 (30분판)           | 2015년 3월 24일 (오리지널) 2024년 2월 27일 (리마스터)  | 유령의 집                     | 0.6%                | 나백작                        |
| 8회      | 8회 (15분판) 4-B회 (30분판)           | 2015년 3월 31일 (오리지널) 2024년 2월 27일 (리마스터)  | 공주희의 흔들리는 마음        | 0.7%                | 타이탄 타돌                   |
| 9회      | 9회 (15분판) 5-A회 (30분판)           | 2015년 4월 7일 (오리지널) 2024년 3월 5일 (리마스터)    | 남해의 결투!                  | 0.6%                | 크로키 킹죠스 옥타            |
| 10회     | 10회 (15분판) 5-B회 (30분판)          | 2015년 4월 13일 (오리지널) 2024년 3월 5일 (리마스터)   | 진정한 적은 반다인            | 0.5%                | 베노사 독꼬리 만타리          |
| 11회     | 11회 (15분판) 6-A회 (30분판)          | 2015년 4월 14일 (오리지널) 2024년 3월 12일 (리마스터)  | 아버지의 진실                 | 0.4%                | 타나토스                      |
| 12회     | 12회 (15분판) 6-B회 (30분판)          | 2015년 4월 20일 (오리지널) 2024년 3월 19일 (리마스터)  | 타나토스                      | 0.3%                | 프린스콩                      |
| 13회     | 13회 (15분판) 7-A회 (30분판)          | 2015년 4월 21일 (오리지널) 2024년 3월 26일 (리마스터)  | 형제의 배틀                   | 0.5%                |                               |
| 14회     | 14회 (15분판) 7-B회 (30분판)          | 2015년 4월 27일 (오리지널) 2024년 4월 2일 (리마스터)   | 백수의 왕과 숲의 왕자         | 0.5%                | 파이온                        |
| 15회     | 15회 (15분판) 8-A회 (30분판)          | 2015년 4월 28일 (오리지널) 2024년 4월 9일 (리마스터)   | 미리내를 위한 대결            | 0.7%                | 센뿔 모스톤                   |
| 16회     | 16회 (15분판) 8-B회 (30분판)          | 2015년 5월 4일 (오리지널) 2024년 4월 16일 (리마스터)   | 떠돌이 메카니멀 우르스        | 0.4%                | 우르스                        |
| 17회     | 17회 (15분판) 9-A회 (30분판)          | 2015년 5월 12일 (오리지널) 2024년 4월 16일 (리마스터)  | 강해지기 위하여               | 0.4%                | 안드로매지션                  |
| 18회     | 18회 (15분판) 9-B회 (30분판)          | 2015년 5월 19일 (오리지널) 2024년 4월 23일 (리마스터)  | 도움이 되고 싶어요            | 1.1%                |                               |
| 19회     | 19회 (15분판) 10-A회 (30분판)         | 2015년 5월 26일 (오리지널) 2024년 4월 23일 (리마스터)  | 자신과의 싸움                 | 0.6%                | 메가                          |
| 20회     | 20회 (15분판) 10-B회 (30분판)         | 2015년 6월 2일 (오리지널) 2024년 4월 30일 (리마스터)   | 드디어 밝혀진 찬의 비밀!      | 0.6%                | 코카트                        |
| 21회     | 21회 (15분판) 11-A회 (30분판)         | 2015년 6월 9일 (오리지널) 2024년 4월 30일 (리마스터)   | 다정한 마음                   | 0.6%                | 크랑                          |
| 22회     | 22회 (15분판) 11-B회 (30분판)         | 2015년 6월 16일 (오리지널) 2024년 5월 7일 (리마스터)   | 바벨과 게리온                 | 0.5%                | 게리온 바벨                   |
| 23회     | 23회 (15분판) 12-A회 (30분판)         | 2015년 6월 23일 (오리지널) 2024년 5월 7일 (리마스터)   | 타나토스를 되찾아라!          | 0.5%                |                               |
| 24회     | 24회 (15분판) 12-B회 (30분판)         | 2015년 6월 30일 (오리지널) 2024년 5월 14일 (리마스터)  | 도깨비단의 최후               | 0.7%                |                               |
| 25회     | 25회 (15분판) 13-A회 (30분판)         | 2015년 7월 7일 (오리지널) 2024년 5월 14일 (리마스터)   | 다나의 결심                   | 0.5%                |                               |
| 26회     | 26회 (15분판) 13-B회 (30분판)         | 2015년 7월 14일 (오리지널) 2024년 5월 21일 (리마스터)  | 도와줘, 타나토스!             | 0.4%                |                               |
| 27회     | 27회 (15분판) 14-A회 (30분판)         | 2015년 7월 21일 (오리지널) 2024년 5월 28일 (리마스터)  | 새로운 메카니멀 등장!         | 0.6%                | 메가스파이더 그리폰           |
| 28회     | 28회 (15분판) 14-B회 (30분판)         | 2015년 7월 28일 (오리지널) 2024년 6월 4일 (리마스터)   | 결단의 시간                   | 0.8%                |                               |
| 29회     | 29회 (15분판) 15-A회 (30분판)         | 2015년 8월 4일 (오리지널) 2024년 6월 11일 (리마스터)   | 형과 동생                     | 0.5%                |                               |
| 30회     | 30회 (15분판) 15-B회 (30분판)         | 2015년 8월 11일 (오리지널) 2024년 6월 18일 (리마스터)  | 쫓고 쫓기는 대소동!           | 0.8%                |                               |
| 31회     | 31회 (15분판) 16-A회 (30분판)         | 2015년 8월 21일 (오리지널) 2024년 6월 25일 (리마스터)  | 다나와 다비의 대결!           | 0.7%                |                               |
| 32회     | 32회 (15분판) 16-B회 (30분판)         | 2015년 8월 28일 (오리지널) 2024년 7월 2일 (리마스터)   | 달려라, 메카니멀 카!          | 0.5%                |                               |
| 33회     | 33회 (15분판) 17-A회 (30분판)         | 2015년 9월 4일 (오리지널) 2024년 7월 9일 (리마스터)    | 신형 메카니멀 스핑크스 등장   | 0.6%                | 스핑크스                      |
| 34회     | 34회 (15분판) 17-B회 (30분판)         | 2015년 9월 11일 (오리지널) 2024년 7월 16일 (리마스터)  | 엘토포의 정체는?              | 0.8%                | 메가테릭스                    |
| 35회     | 35회 (15분판) 18-A회 (30분판)         | 2015년 9월 18일 (오리지널) 2024년 7월 23일 (리마스터)  | 스핑크스와 그리폰의 진실      | 0.5%                | 그리핑크스(그리폰 + 스핑크스) |
| 36회     | 36회 (15분판) 18-B회 (30분판)         | 2015년 9월 25일 (오리지널) 2024년 7월 30일 (리마스터)  | 찬이 남긴 편지                | 0.9%                |                               |
| 37회     | 37회 (15분판) 19-A회 (30분판)         | 2015년 10월 2일 (오리지널) 2024년 8월 6일 (리마스터)   | 잘 있어! 다비, 다나!          | 0.6%                |                               |
| 38회     | 38회 (15분판) 19-B회 (30분판)         | 2015년 10월 16일 (오리지널) 2024년 8월 6일 (리마스터)  | 아지트로 들어가다!            | 0.8%                | 요타 네오 엑스                |
| 39회     | 39회 (15분판) 20-A회 (30분판)         | 2015년 10월 23일 (오리지널) 2024년 8월 13일 (리마스터) | 미스터 K, 돌아오다!           | 0.4%                | 메가드래곤                    |
| 40회     | 40회 (15분판) 20-B회 (30분판)         | 2015년 10월 30일 (오리지널) 2024년 8월 13일 (리마스터) | 궁극의 메카니멀, 메가 드래곤! | 0.6%                |                               |
| 41회     | 41회 (15분판) 21-A회 (30분판)         | 2015년 11월 6일 (오리지널) 2024년 8월 20일 (리마스터)  | 점보 메카니멀을 찾아라!       | 0.7%                |                               |
| 42회     | 42회 (15분판) 21-B회 (30분판)         | 2015년 11월 13일 (오리지널) 2024년 8월 20일 (리마스터) | 내 이름은 네오                | 0.9%                |                               |
| 43회     | 43회 (15분판) 22-A회 (30분판)         | 2015년 11월 20일 (오리지널) 2024년 8월 27일 (리마스터) | 가라, 찬!                     | 1.2%                |                               |
| 44회     | 44회 (15분판) 22-B회 (30분판)         | 2015년 11월 27일 (오리지널) 2024년 9월 3일 (리마스터)  | 다시 만난 가족                | 0.8%                |                               |
| 45회     | 45회 (15분판) 23-A회 (30분판)         | 2015년 12월 4일 (오리지널) 2024년 9월 10일 (리마스터)  | 차원의 틈새에서 펼쳐진 배틀   | 0.8%                |                               |
| 46회     | 46회 (15분판) 23-B회 (30분판)         | 2015년 12월 11일 (오리지널) 2024년 9월 10일 (리마스터) | 사라진 이소벨                 | 0.9%                |                               |
| 47회     | 47회 (15분판) 24-A회 (30분판)         | 2015년 12월 18일 (오리지널) 2024년 9월 17일 (리마스터) | 우리는 친구!                  | 0.7%                |                               |
| 48회     | 48회 (15분판) 24-B회 (30분판)         | 2016년 1월 8일 (오리지널) 2024년 9월 17일 (리마스터)   | 나아갈 길                     | 0.7%                |                               |
| 49회     | 49회 (15분판) 25-A회 (30분판)         | 2016년 1월 15일 (오리지널) 2024년 9월 24일 (리마스터)  | 숙명의 대결!                  | 0.9%                |                               |
| 50회     | 50회 (15분판) 25-B회 (30분판)         | 2016년 1월 22일 (오리지널) 2024년 9월 24일 (리마스터)  | 배틀로열                      | 0.9%                |                               |
| 51회     | 51회 (15분판) 26-A회 (30분판)         | 2016년 1월 29일 (오리지널) 2024년 10월 1일 (리마스터)  | 그리핑크스 합체!              | 0.8%                |                               |
| 52회(完) | 52회(完) (15분판) 26-B회(完) (30분판) | 2016년 2월 5일 (오리지널) 2024년 10월 1일 (리마스터)   | 아이들과의 우정               | 0.7%                |                               |

| 회차                     | 방송 일자        | 제목                         | 전국 시청률(증감치) | 첫 등장한 메카니멀 |
| 파트 1                   | 파트 1           | 파트 1                       | 파트 1              | 파트 1 |
| ------------------------ | ---------------- | ---------------------------- | ------------------- | --- |
| 1회                      | 2016년 5월 19일  | 새로운 시작                  | 0.3%                | 크라켄(현대 그랜저(5세대(2011년~2016년))) 피코(현대 쏘나타(7세대(2014년~2019년))) 하이드론(현대 스타렉스(2세대(2007년~2021년))) 카울(현대 아반떼(5세대(2010년~2015년))) 투스코(현대 엑시언트 (2014년~현재)) 데스퍼 쿠루기 다이크 카이온 윙라이온 |
| 2회                      | 2016년 5월 26일  | 미래로부터의 도전            | 0.3%                | |
| 3회                      | 2016년 6월 2일   | 놀라운 미래세계              | 0.4%                | |
| 4회                      | 2016년 6월 9일   | 윙라이온과 카이온을 찾아라   | 0.3%                | |
| 5회                      | 2016년 6월 16일  | 진실은 어디에?               | 0.2%                | |
| 6회                      | 2016년 6월 23일  | 솔직하지 못해서              | 0.3%                | |
| 7회                      | 2016년 6월 30일  | 특별한 친구                  | 0.5%                | |
| 8회                      | 2016년 7월 7일   | 트라이포스의 위기            | 0.3%                | |
| 9회                      | 2016년 7월 14일  | 데미안의 거침없는 진격       | 0.2%                | |
| 10회                     | 2016년 7월 21일  | 그리핑크스를 되찾아라!       | 0.2%                | |
| 11회                     | 2016년 7월 28일  | 카이온의 행방                | 0.3%                | |
| 12회                     | 2016년 8월 4일   | 이소벨의 배신                | 0.4%                | |
| 13회                     | 2016년 8월 11일  | 류의 결단                    | 0.4%                | |
| 14회                     | 2016년 8월 18일  | 친구가 된 류                 | 0.2%                | |
| 15회                     | 2016년 8월 25일  | 안녕! 카이온                 | 0.4%                | |
| 16회                     | 2016년 9월 1일   | 격돌! 슈터 vs 슈터           | 0.6%                | |
| 17회                     | 2016년 9월 8일   | 쿠루기의 싸움                | 0.4%                | |
| 18회                     | 2016년 9월 22일  | 고독한 데미안                | 0.2%                | |
| 19회                     | 2016년 9월 29일  | 엇갈린 아버지와 아들         | 0.5%                | 가고토스 |
| 20회                     | 2016년 10월 6일  | 방황하는 카밀라              | 0.2%                | |
| 21회                     | 2016년 10월 13일 | 변하기 시작한 것들           | 0.4%                | 메가스콜피온 |
| 22회                     | 2016년 10월 20일 | 새로운 도전                  | 0.3%                | |
| 23회                     | 2016년 10월 27일 | 한낮의 결투                  | 0.6%                | |
| 24회                     | 2016년 11월 3일  | 싸워라! 마지막 결전          | 0.4%                | |
| 25회                     | 2016년 11월 10일 | 메카니멀의 위기              | 0.5%                | 메가에반 |
| 26회                     | 2016년 11월 17일 | 우리의 미래                  | 0.3%                | |
| 파트 2                   |                  |                              |                     | |
| 27회                     | 2017년 3월 2일   | 이상한 적, 나타나다!         | 0.4%                | 디스크캐논 제트 |
| 28회                     | 2017년 3월 9일   | 불타오르는 로키              | 0.2%                | 고브 |
| 29회                     | 2017년 3월 16일  | 데이지의 날카로운 직감       | 0.2%                | 트렘 |
| 30회                     | 2017년 3월 23일  | 닥터X의 야망!                | 0.3%                | 아머피트 |
| 31회                     | 2017년 3월 30일  | 강한 상대                    | 0.1%                | 푸킨 |
| 32회                     | 2017년 4월 6일   | 유령의 집으로 놀러오세요     | 0.3%                | |
| 33회                     | 2017년 4월 13일  | 미래에서 온 친구들           | 0.3%                | 도라 |
| 34회                     | 2017년 4월 20일  | 불꽃의 테이머들              | 0.3%                | |
| 35회                     | 2017년 4월 27일  | 두 소녀의 모험               | 0.2%                | |
| 36회                     | 2017년 5월 4일   | 세계정복을 꿈꾸는 자         | 0.3%                | 버키(현대 에어로시티(2세대(2008년~현재))) |
| 37회                     | 2017년 5월 11일  | 친구가 되자                  | 0.2%                | |
| 38회                     | 2017년 5월 18일  | 새로운 적, 마리              | 0.1%                | |
| 39회                     | 2017년 6월 1일   | 볼카를 찾아라                | 0.2%                | 볼카 |
| 40회                     | 2017년 6월 15일  | 샛길의 달인 등장             | 0.1%                | 아라게(현대 포니(2세대(1982년~1990년))) |
| 41회                     | 2017년 6월 22일  | 데이지의 마음                | 0.2%                | 치르매미 |
| 42회                     | 2017년 6월 29일  | 소라게 택시 아라게           | 0.2%                | |
| 43회                     | 2017년 7월 6일   | 숲속의 공주                  | 0.2%                | 마루 |
| 44회                     | 2017년 7월 13일  | 암흑의 투사 켄타스콘         | 0.1%                | 윙피닉스 에반킹 켄타스콘 |
| 45회                     | 2017년 7월 20일  | 든든한 친구들                | 0.4%                | 뎅뎅 |
| 46회                     | 2017년 7월 27일  | 켄타스콘을 이겨라            | 0.3%                | |
| 47회                     | 2017년 8월 3일   | 마루와 마리                  | 0.2%                | |
| 48회                     | 2017년 8월 10일  | 모든 것은 시작으로부터       | 0.2%                | |
| 49회                     | 2017년 8월 17일  | 끈끈한 우정                  | 0.3%                | |
| 50회                     | 2017년 8월 24일  | 승리를 위해                  | 0.2%                | |
| 51회                     | 2017년 8월 31일  | 힘겨운 싸움                  | 0.2%                | |
| 52회(完)                 | 2017년 9월 7일   | 세계를 지키고 평화를 이루자! | 0.1%                | |
| 파트 2.5 "반다인의 비밀" |                  |                              |                     | |
| 1회                      | 2017년 10월 15일 | 신형 메카니멀을 추적하라     |                     | 마스터 하이테로 윙나이트 윙레오 |
| 2회                      | 2017년 10월 22일 | 마스터와 사성수 VS 윙피닉스  |                     | |
| 3회                      | 2017년 10월 29일 | 타오르는 반다인의 마음       |                     | |
| 4회                      | 2017년 11월 5일  | 켄타스콘의 부활?             |                     | |
| 5회                      | 2017년 11월 12일 | 애송이 삼총사의 분투!        |                     | |
| 6회(完)                  | 2017년 11월 19일 | 밝혀진 반다인의 비밀         |                     | |